# Моховский
Моховский — хутор в составе городского округа город Михайловка Волгоградской области.
Население — 528 (2010)

## История
Хутор относился к юрту станицы Етеревской Усть-Медведицкого округа Земли Войска Донского. В 1859 году на хуторе проживало 44 мужчины и 48 женщин. Население хутора быстро росло: согласно переписи населения 1897 года на хуторе проживало уже 305 мужчин и 319 женщин, из них грамотных: мужчин — 105, женщин — 16.
Согласно алфавитному списку населённых мест Области Войска Донского 1915 года на хуторе имелось хуторское правление, 1-классное приходское училище, проживали 484 мужчины и 555 женщин, земельный надел составлял 4521 десятины. Хутор обслуживало Сенновское почтово-телеграфное отделение.
В 1928 году хутор был включён в состав Михайловского района Хопёрского округа (округ упразднён в 1930 году) Нижне-Волжского края (с 1934 года — Сталинградского края, с 1936 года — Сталинградской области). До 1954 года существовал самостоятельный Моховский сельсовет. В 1954 году Большинский и Моховский были объединены в один Большинский сельский Совет, центр хутор Большой.
В 2012 году хутор Моховский был включён в состав городского округа город Михайловка

## География
Хутор расположен в степи, в междуречье рек Медведица и Тишанка. Высота центра населённого пункта около 85-90 метров над уровнем моря. Рельеф местности равнинный. К юго-востоку от хутора — крупный песчаный массив (имеются песчаный бугры высотой 2-7 метров). К югу — несколько небольших озёр. Почвы — чернозёмы южные.
Близ хутора проходит региональная автодорога Даниловка — Михайловка. По автомобильным дорогам расстояние до административного центра городского округа города Михайловки — 22 км, до областного центра города Волгограда — 210 км.
Климат
Климат умеренный континентальный (согласно классификации климатов Кёппена — Dfa). Многолетняя норма осадков — 420 мм. Наибольшее количество осадков выпадает в июне — 49 мм, наименьшее в марте — по 22 мм. Среднегодовая температура положительная и составляет + 7,1 °С, средняя температура самого холодного месяца января −9,0 °С, самого жаркого месяца июля +22,4 °С
Часовой пояс
Моховский, как и вся Волгоградская область, находится в часовой зоне МСК (московское время). Смещение применяемого времени относительно UTC составляет +3:00.

## Население
Динамика численности населения по годам:
| 1859 | 1873 | 1897 | 1915 | 1987 | 2002 |
| ---- | ---- | ---- | ---- | ---- | ---- |
| 92   | 319  | 614  | 1039 | ≈590 | 491  |

| 2010 |
| ---- |
| 528  |